# Experience design
Experience design je přístup ve snaze vytvářet smysluplnou zkušenost. Přístup "experience design" kombinuje design všech rozměrů (včetně času), všech 5 smyslů a interaktivitu, stejně jako smyslové vnímání uživatelů a emocionální kontext. Tento přístup se netýká jen digitálních médií, ale jakéhokoliv média.
Experience design není nic nového, existuje stejně dlouho jako vnímání zkušenosti jako takové, disciplína experience design však vznikla teprve nedávno. Nicméně, tato disciplína je ve skutečnosti jen kombinací dříve známých disciplín.